# Эрдёш, Петер
Пе́тер Э́рдёш (венг. Erdős Péter, 7 июля 1925 — 21 февраля 1990) — венгерский юрист и влиятельный чиновник кадаровской эпохи, в 1970—1990 годах глава лейбла Pepita, подразделения венгерской звукозаписывающей компании Hungaroton (MHV), член Комитета по цензуре.

## Молодость
Петер Эрдёш родился в Будапеште в 1925 году, его мать Ольга Грюнхут была швеёй, а отец Имре Михай Эрдёш работал служащим в банке. Когда мальчику было 2 года, отец ушёл из семьи, и им с матерью пришлось сводить концы с концами. После окончания средней школы в 1943 году Петер пошёл работать подмастерьем в портняжную мастерскую. Во время репрессий 1944 года нацисты арестовали его из-за еврейского происхождения и отправили на принудительные работы. Затем Петер был депортирован в Германию, был в заточении в концлагерях Заксенхаузен и Бухенвальд. Когда в 1945 году войска Советского Союза освободили лагерь, он весил всего 39 кг.
В 1945 году к власти в Венгрии пришли коммунисты, которые провели очередные массовые репрессии. Тогда Петер был редактором журнала «Солнце Венгрии» и преподавателем в колледже драматического искусства. Он категорически не поддерживал режим, который установил в стране диктатор Матьяш Ракоши, поэтому в 1950 году его арестовали по ложному обвинению в шпионаже. Петер отсидел три года в одиночной камере, после чего присоединился к демократической оппозиции, став участником подпольного «Кружка Петёфи». Также он работал на оппозиционном радиоканале, который настраивал молодёжь Венгрии против диктатуры Матьяша Ракоши и за проведение реформ. Это вылилось в массовые волнения и восстание осенью 1956 года, которое было подавлено войсками СССР. Эрдёша схватили и опять отправили за решётку на 2 года. Однако через некоторое время решением из Москвы Матьяш Ракоши был отстранён от руководства страной, и новым главой Венгрии стал Янош Кадар. Он провёл в Венгрии частично демократические реформы, а Петер попал под амнистию, после которой с 1960 по 1966 год прошёл обучение на юриста на вечернем факультете права в Будапештском Университете.

## Попцезарь
В 1968 году Петер Эрдёш получил должность генерального советника и руководителя пресс-отдела MHV (Венгерской Звукозаписывающей Компании). В 1970 году внутри государственного лейбла Hungaroton было создано несколько сублейблов, в том числе Pepita, специализацией которого стала преимущественно лёгкая популярная музыка. Главой Pepita был назначен Петер Эрдёш, который в течение 70-х годов добился большого авторитета в области поп-музыки и получил прозвище Попцезарь (Popcézár). Помимо этого он являлся членом Комитета по цензуре и активно боролся с теми венгерскими исполнителями, чьё творчество было чрезмерно агрессивным или аморальным. Например, по его распоряжению в 1972 году был не допущен к выпуску альбом «Двести лет после последней войны» рок-группы «Omega», а в 1973 году под запрет попала группа «Alligátor» легендарного венгерского гитариста Белы Радича. В 1980 году Петер остановил выступления «мятежных групп» «Hobo Blues Band», «P. Mobil» и «Beatrice» с их концертной программой «Паршивые овцы» (венг. Fekete Bárányok), а в 1983 году выдвинул обвинения против панк-рок-группы «CPg», члены которой были арестованы и отправлены за решётку «за неконституционную деятельность».
В 1976 году Петер пришёл к заключению, что в Венгрии вполне может быть своя диско-музыка мирового уровня. Для воплощения этого замысла он отобрал наиболее подходящих для этой цели исполнителей: певицу Юдит Сюч и группы «Neoton & Kócbabák» и «Kati és a Kerek Perec». Главную ставку он сделал на «Neoton & Kócbabák», однако после первого знакомства с группой пришёл к мнению, что ей не хватает сплочённости. «Мало иметь талант, нужно ещё уметь работать в команде», — утверждал Попцезарь. По его мнению, для достижения успеха необходимо, чтобы группа представляла собой творческую семью, члены которой совместно работают для достижения общей цели. Такую профессиональную семью продюсер и решил создать на основе «Neoton & Kócbabák», а чтобы его идея лучше отложилась в головах музыкантов, он закрепил её в новом названии группы «Neoton Familia». В 1979 году «Neoton Família» получила Grand Prix на MIDEM-фестивале в Каннах (Франция), после чего перед Петером открылись двери на рынки Западной Европы, Азии и Латинской Америки. Группа обрела мировую известность, её альбомы и синглы выпускались в 25 странах мира и попали в хит-парады Испании, Германии, Дании, Бразилии, Аргентины, Японии и Южной Кореи. В результате руководство MHV признало, что Петер Эрдёш работает в правильном направлении и государственные средства тратит не зря. Примерно в то же время Юдит Сюч обрела статус диско-королевы Венгрии, однако её слава была значительно скромнее, и её записи распространялись только в странах Восточной Европы. Что же касается группы «Kati és a Kerek Perec», то после успеха «Neoton Familia» Попцезарь заявил, что «нет потребности в двух группах, играющих в идентичных стилях», и лишил её государственной поддержки.

## Семья и отношения
Петер Эрдёш публично признавался, что у него две страсти: политика и женщины. Одних только постоянных партнёрш в его жизни было около десятка. Первой супругой Петера была Эржебет Кёвеш (венг. Köves Erzsébet), секретарь Гезы Лошонци, министра печати и пропаганды революционного правительства Имре Надя 1956 года. На ней он был женат дважды, поскольку разводился с ней на то время, которое провёл в тюрьме. Их дочь Агнеш Ханкиш (венг. Hankiss Ágnes, 1950 г. рожд.) позднее стала членом Европарламента. В 60-е годы второй супругой Петера была юрист Юдит Лехель (венг. Lehel Judit). Затем были актриса Габи Йобба (венг. Jobba Gabi), балерина Эржи Гомбкётё (венг. Gombkötő Erzsi) и педиатр Анна Добош (венг. Dobos Anna). В 1979 году после победы «Neoton Família» в Каннах Петер предложил лид-вокалистке группы Иве Паль стать его партнёром, но та категорически отказалась. В 1980 году он сделал аналогичное предложение другой вокалистке группы Эве Чепреги, и до 1984 года она была его сожительницей. При этом Анна Добош всё ещё продолжала оставаться супругой Петера, и они фактически жили втроём, и Анна относилась к Эве как к своей сестре. Из-за этого, а также из-за значительной разности в возрасте (31 год) отношения Эрдёша с Чепреги регулярно подвергались нападкам в прессе: газеты пестрели ядовитыми статьями о том, какую именно «семью» имел в виду Попцезарь, и что Чепреги сделала себе карьеру только благодаря его покровительству. По моральным соображениям Петер даже был вынужден на время подать в отставку, однако директорат MHV не принял её и после всестороннего рассмотрения дела вынес резолюцию, согласно которой никаких злоупотреблений служебным положением со стороны Эрдёша обнаружено не было. Но чтобы лишить его монополии на принятие решений, летом 1981 года по решению директора MHV Енё Борша (венг. Bors Jenő) помимо Pepita были созданы два новых бренда для записи поп-музыки — «Start» и «Krém», которыми управляли другие менеджеры.

## Скандалы
В 1982 году Петер Эрдёш предложил певице Жуже Черхати (венг. Cserháti Zsuzsa, 1948 г. рожд.) стать бэк-вокалисткой у Эвы Чепреги в группе «Neoton Família». В то время Жужа была довольно успешной поп-исполнительницей, в копилке которой было около десятка хитов и несколько удачных выступлений на различных музыкальных конкурсах. У неё был уникальный вокал и хорошие артистические данные, благодаря чему её часто показывали по телевидению. Многие известные венгерские авторы и композиторы писали для неё песни, но в то же время Жужа стремилась к независимости и неоднократно подчёркивала, что всего добилась в жизни сама. Предложение Петера Эрдёша оскорбило певицу, и она гордо ответила чиновнику, что «кое-кто, видимо, просто завидует её популярности», и она не станет бэк-вокалисткой у Чепреги ни на каких условиях, а когда Эрдёш пригрозил Жуже, что в противном случае у неё будут трудности с записями и выступлениями, публично назвала его шантажистом. После этого Попцезарь фактически сломал карьеру непокорной певицы и в течение нескольких лет не давал ей никакой возможности для работы. Жужа, как и многие другие венгерские исполнители, «репрессированные» Эрдёшем, смогла вернуться на сцену только после смерти чиновника в 1990 году.